# شيشنق السادس
شيشنق السادس، هو الخليفة المباشر للملك بيدوباست الأول في طيبة وفقا لكاتب الرسائل إلى الفرعون هور التاسع، الذي خدم في عهد أوسوركون الثاني وبيدوباست الأول. عاش هور التاسع أكثر من بيدوباست إي. وترتيبات جنازته تحت شوشنق السادس بدلًا من ذلك. [2] ظاهرته أو اسمه الملكي كان "Usermaatre Meryamun Shoshenq" وهو المثال الذي يظهر فيه لقب "Meryamun" (حبيب آمون) داخل خرطوش الملك. [3] كان كبير كهنة شوشينق السادس في آمون أحد أفراد تاكيلوت الذين ظهروا لأول مرة في المكتب في عام 23 من بيدوباست الأول.